# Acanthicus hystrix
Acanthicus hystrix, il pleco dalla coda a lira, è una specie di pesce gatto corazzato del genere Acanthicus, originario dell'Amazzonia, dei bacini Tocantins-Araguaia e dell'Orinoco. Si trova tipicamente a varie profondità sui fondali rocciosi dei canali e dei principali fiumi sudamericani, specialmente dove la corrente è da moderata a forte, sebbene possa essere trovato anche in ambienti acquatici dalla corrente lenta. Questa specie è talvolta venduta nel commercio di acquari e acquariofilia, sebbene la sua taglia adulta e il suo comportamento territoriale e aggressivo, necessitano una vasca molto grande che pochi possono permettersi.

## Descrizione

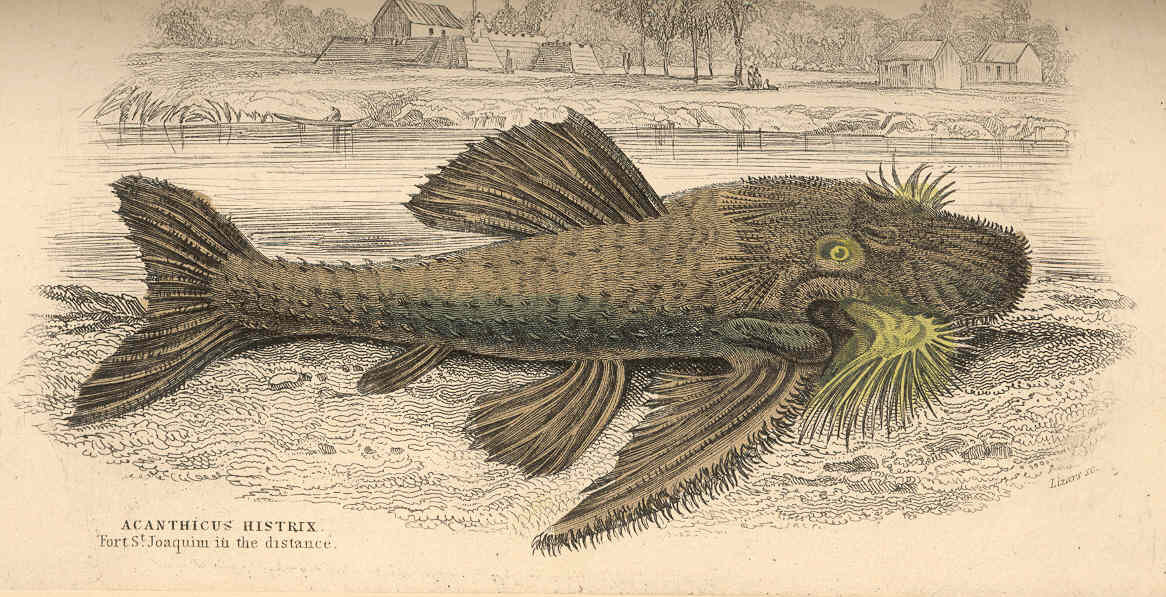
Acanthicus hystrix

Questi pesci hanno una lunghezza media di 62,8 centimetri (2,06 piedi), sebbene possano raggiungere anche il metro di lunghezza (3,3 piedi). La livrea varia dal marrone scuro al quasi totalmente nero (specialmente gli individui dei fiumi Madeira, Branco e Xingu che sono generalmente più scuri), mentre la parte ventrale dell'animale presenta spesso un motivo vermicolato. Alcune delle varianti sono comunemente considerate specie separate e non descritte nel commercio di acquari (ad esempio, L193 dal bacino dell'Orinoco e L407 dal bacino del Branco; nel sistema dei numeri L), ma vi è un'ampia sovrapposizione nella morfometria delle diverse popolazioni. A differenza del pleco dalla coda a lira a pois (A. adonis), A. hystrix non presenta macchie bianche. I maschi adulti sono particolarmente spinosi e presentano degli odontodi estesi sulle guance e sull'opercolo.